# Lucius Cornelius Lentulus (Konsul 3 v. Chr.)
Lucius Cornelius Lentulus war ein römischer Politiker und Senator.
Lentulus war der Sohn eines Lucius Cornelius Lentulus und ein Enkel des Lucius Lentulus Niger, der flamen Martialis gewesen war. Er bekleidete wie sein Großvater das kultische Amt des flamen Martialis und begann seine Karriere um 15 v. Chr. als Münzmeister. Im Jahr 3 v. Chr. wurde Lentulus neben Marcus Valerius Messalla Messallinus ordentlicher Konsul. In der Forschung ist umstritten, ob er Prokonsul der Provinz Africa war. Wenn dem so war, ist er in Afrika gestorben.